# MOTi
MOTi, pseudonimo di Timotheus Romme (Amsterdam, 23 marzo 1987), è un disc jockey e produttore discografico olandese.

## Biografia
Nato ad Amsterdam il 23 marzo 1987, Timotheus (detto “Timo”) studió all’universitá di moda presso L'Aia. Tuttavia, iniziando per puro divertimento, Timo rinunció agli studi per dedicarsi completamente alla sua nuova passione, la musica, cominciando a produrre Dutch House nel 2005 con suo cugino.

## Carriera
Dopo vari anni di “sperimentazione”, nel 2012 arriva il successo con la traccia Circuits, prodotta assieme al connazionale Quintino e pubblicata tramite Wall Recordings, l’etichetta di Afrojack. L’8 marzo 2013 pubblica Krack! tramite Spinnin' Records, brano che entra subito nella Top 100 di Beatport. Il suo remix del brano Hello degli Stafford Brothers raggiunge la vetta della classifica Hip-Hop di Beatport restandoci per almeno due mesi. Il singolo Dynamite, prodotto anch’esso con Quintino, raggiunge invece la posizione 10 della classifica di Beatport.
Nell’ottobre 2014 pubblica Virus (How About You) con Martin Garrix, ottenendo notevole successo a livello mondiale e raggiungendo la vetta della Top 100 di Beatport; il brano entra anche in varie classifiche nazionali, trovando la posizione 27 nei Paesi Bassi, la 34 nella Ultratop belga, la 50 in Francia e la 94 in Germania. Sempre nel 2014, MOTi comincia ad esibirsi nei principali eventi mondiali musicali, come l’Ultra Music Festival di Miami, il Tomorrowland, l'Electric Daisy Carnival di Las Vegas e il Nocturnal Wonderland. A fine 2014, e continuando per tutto il 2015, MOTi realizza numerosi singoli con alcuni dei più importanti artisti del momento, come i DVBBS, i Bassjackers, i W&W, i Major Lazer, Dzeko & Torres, Sander van Doorn, Alpharock, Maurice West e Tiësto, quasi tutti pubblicati tramite Spinnin' Records o sottoetichette di proprietà della casa discografica olandese.
Nel 2018 MOTi fonda la sua etichetta discografica indipendente, la "Zero Cool Records".

### Stile musicale
Lo stile di “Timo” (prima di essere conosciuto a livello internazionale e di diventare MOTi) era incentrato pienamente sulla classica Dutch House. Ottenuto successo, MOTi passó ad uno stile da Big Room, stile che ha predominato incontrastato tra il 2013 ed il 2016 sulla Spinnin' Records, l’etichetta discografica che ha “cresciuto” l’olandese; brani come Spack Jarrow, Ganja, Lost e On The Floor Like ne sono chiari esempi.  Intorno al 2016-2017, MOTi ha variato il suo stile più sulla Bass House, producendo brani come Disco Weapon o il remix dei Galantis per il brano No Money. Verso il 2018 MOTi si è distaccato dall’etichetta olandese ed i suoi ultimi brani sono prevalentemente in stile Future House.

### Classifica DJ Mag
- 2015: #117[4]
- 2016: #148[5]

### Classifica 1001Tracklist
- 2019: #40
- 2020: #49

## Discografia

### EP
- 2019: 4 Clubbers Only, Vol. 1
- 2019: Feels Like Love
- 2019: I Don't Wanna

### Singoli
- 2012: Circuits (con Quintino)
- 2012: Kinky Denise (con Quintino)
- 2013: Krack!
- 2013: NaNaNa (con Alvaro)
- 2013: Back To The Acid (con Tiësto)
- 2013: Dynamite (con Quintino feat. Taylr Renee)
- 2013: Heat It Up
- 2014: Don't Go Lose It
- 2014: This Is Dirty (con DVBBS)
- 2014: Crash (con Quintino)
- 2014: Zeus (con Kenneth G)
- 2014: Virus (How About Now) (con Martin Garrix)
- 2014: Lion (In My Head)
- 2014: Ganja (con Dzeko & Torres)
- 2015: Blow Your Mind (con Tiësto)
- 2015: Valencia
- 2015: The House of Now (Tiësto Edit)
- 2015: Ghost In The Machine (con Blasterjaxx e Jonathan Mendes)
- 2015: Spack Jarrow (con W&W)
- 2015: Boom (con Major Lazer feat. Ty Dolla Sign, Kranium e Wizkid)
- 2015: On The Floor Like (con Bassjackers e Joe Ghost)
- 2015: Lost (con Sander van Doorn)
- 2016: Killer (con Patrolla vs Adamski feat. Seal)
- 2016: Turn Me Up
- 2016: Switch (con DVBBS)
- 2016: Louder
- 2016: Legends (con Alpharock)
- 2016: East West (con Kenneth G)
- 2016: Disco Weapon (con Maurice West)
- 2016: Livin' 4 Ya (feat. Katt Niall)
- 2017: Omen (con Kenneth G e Olly James)
- 2017: The Game (con Yton)
- 2017: Say! (feat. Yton)
- 2017: Wired (con Jay Hardway feat. Babet)
- 2018: Break The House Down (con Tiësto)
- 2018: Just Don't Know It Yet (con BullySongs)
- 2018: I See Light In You (feat. Faye Medeson)
- 2018: Down Easy (con Showtek feat. Starley e Wyclef Jean)
- 2018: Up All Night (con R3hab feat. Fiora)
- 2018: Mad Love (con Vigiland)
- 2018: Who We Are (feat. Lovespeake)
- 2018: Hooked (con Sheezan)
- 2019: Friday (feat. Jguar)
- 2019: Stay (feat. Alida)
- 2019: Work
- 2019: Worst In Me (con THRDLIFE feat. Carla Monroe)
- 2019: Like This Like That
- 2019: Found Love (feat. Terry McLove e Lovespeake)
- 2019: Bring It Back
- 2019: Beautiful (con JETFIRE feat. Lovespeake)
- 2019: Rabbit Hole (feat. Terry McLove)
- 2019: Mysterious Girl (con Rowen Reecks feat. Nathaniel)
- 2019: Side 2 Side (con Riggi & Piros)
- 2019: La Verdolaga (feat. Totò la Momposina)
- 2019: Sink Deeper (feat. Icona Pop)
- 2019: Bangalore (con Domastic)
- 2019: Dangerous
- 2019: Feel It To (con Joe Ghost feat. Danny Fernandes)
- 2019: Tequila (con David Flix)
- 2019: Ice (con Matthew Hill)
- 2019: For The Love of Money (con Michael Ford)
- 2019: Front 2 Back (con Riggi & Piros)
- 2019: Be With You (con GLN e Mark Vox)
- 2019: My House (con LDN Noise)
- 2019: I Don't Wanna (con Liu feat. Raphaella)
- 2019: Was It Love (con Project M feat. Lovespeake)
- 2019: Hey Hey (con Cinco Cinco)
- 2019: Shoot To Kill (con Groovenatics e Jon Moodie)
- 2019: Instagram DJ (con Bodyworx)
- 2019: In Particular (con Æmes)
- 2019: Sparks (feat. Fly By Midnight)
- 2019: Tribe (con Lady Bee feat. Carla Monroe)
- 2019: Dreamers (con Project M feat. Lovespeake)
- 2019: Home (con Laeko)
- 2019: Sleeptalking
- 2019: Lost In Love (con A7S)
- 2019: Down For It (con Rebecca & Fiona)
- 2019: No Work Today (con Aiaya)
- 2019: Feels Like You (con Robert Falcon)
- 2019: All The Love You Got
- 2020: Everything Cool
- 2020: Tonight Tonight (con Kifi)
- 2020: Move That Body (con Bodyworx)
- 2020: Lonely Nights (con Anisa)
- 2020: Nothing But Love
- 2020: Under Water (con Kheela)
- 2020: Gimme What You Got (con Bodyworx)
- 2020: Always on My Mind (con Anisa)
- 2020: Encore (con True Brute)
- 2020: What U Waiting Fo (con Bodyworx)
- 2020: Sing For Me (feat. Mary N'Diaye)
- 2020: Sweat (con Bodyworx)
- 2020: No Mercy (con NoMerci)
- 2020: Push It Right (feat. Laura White)
- 2020: The Squat Song (con Bodyworx)
- 2020: Say! Say! (con NoMerci)
- 2020: Over You (con NoMerci)
- 2020: Won't Be Me (feat. Mary N'Diaye)
- 2020: Flex & Pump (con Bodyworx)
- 2020: Nineteen (feat. Jennifer Cooke)
- 2020: Show Me Love
- 2021: Oh La La (con Gabry Ponte feat. Mougleta)
- 2021: The Way I Am (con Mangoo)
- 2021: BODY 2 BODY (con DES3TT e Gerson Rafael)
- 2021: Take It To The Face (con Kristen Hanby)
- 2021: On And On (con L4TCH)
- 2021: Ride Wit Me
- 2021: In My Head On My Mind
- 2021: Bam Bam Bam (con Lunax e Marmy)
- 2021: Precious (con LIZOT ft. Wilhelmina)
- 2021: Ringtone (con Ellipso e Wilhelmina)
- 2021: Loco Loco (con Captain Jack e Gerson Rafael)
- 2021: I Just Came Here To Get High (con CRISPIE)
- 2021: Sushi (con ILIRA)
- 2021: Party Olympics (con BODYWORX)
- 2021: Afterbloom (con Gustavo Dotch ft. DEZA)
- 2021: One Day (con Raaban)
- 2021: No Scrubs
- 2021: BOOTY PART 2 (con BODYWORX)
- 2021: Back To You (con CORSAK e Georgia Ku)

### Remix
- 2012: Joachim Garraud, Alesia - Nox (MOTi & Kenneth G Remix)
- 2013: Stafford Brothers feat. Lil Wayne e Christina Millan – Hello (MOTi Remix)
- 2013: Daddy's Groove feat. Mindshake – Surrender (MOTi Remix)
- 2014: Example – Kids Again (MOTi Remix)
- 2014: Tiësto feat. DBX – Lights Years Away (MOTi & Tiësto Remix)
- 2015: Major Lazer e DJ Snake feat. Mø – Lean On (MOTi & Tiësto Remix)
- 2015: Matthew Koma – So F**kin' Romantic (MOTi Remix)
- 2015: DVBBS – White Clouds (MOTi Remix)
- 2016: Patrolla vs Adamski feat. Seal – Killer (MOTi Remix)
- 2016: MOTi – Turn Me Up (VIP Mix)
- 2016: Tiësto feat. John Legend – Summer Nights (MOTi Remix)
- 2016: Galantis – No Money (MOTi Remix)
- 2016: Topic feat. Jake Reese – Find You (MOTi Remix)
- 2018: Pink – Beautiful Trauma (MOTi Remix)
- 2018: Calum Scott – You Are The Reason (MOTi Remix)
- 2018: Selena Gomez e Marshmello – Wolves (MOTi Remix)
- 2018: Echosmith – Over My Head (MOTi Remix)
- 2018: Seeb feat. Dagny – Drink About (MOTi Remix)
- 2018: Kane Brown, Swae Lee, Khalid - Be Like That (MOTi Remix)
- 2018: Kivah – All You Sexy Ladies (MOTi Remix)
- 2018: Cash Cash feat. Abir – Finest Hour (MOTi Remix)
- 2018: Calum Scott - You Are The Reason (MOTi Remix)
- 2018: Elephante feat. Nevve – Otherside (MOTi Remix)
- 2018: Fais – Make Me Do (MOTi Remix)
- 2018: Terry McLove – Alive (MOTi Edit)
- 2019: Robin Schulz feat. Erika Sirola – Speechless (MOTi Remix)
- 2019: Bombs Away feat. Reigan – You Gotta Be (MOTi & Terry McLove Remix)
- 2019: Robin Schulz, David Guetta & Cheat Codes - Shed A Light (MOTi Remix)
- 2019: Vice & Jason Derulo ft. Ava Max - Make Up (MOTi Remix)
- 2019: The Chainsmokers – Kills You Slowly (MOTi Remix)
- 2019: Why Don't We feat. Macklemore – I Don't Belong In This Club (MOTi Remix)
- 2019: Cliq feat. Caitlyn Scarlett, Kida Cudz e Double S – Dance on The Table (MOTi Remix)
- 2019: Stanaj – Love Me (MOTi & Terry McLove Remix)
- 2019: The Knocks feat. Kah-Lo – Awa Ni (MOTi Remix)
- 2019: R3hab feat. Julie Bergan – Don't Give Up on Me Now (MOTi & Terry McLove Remix)
- 2019: Gryffin feat. Carly Rae Jepsen – OMG (MOTi Remix)
- 2019: Dave Winnel & DLMT – Always Feel Like (MOTi Remix)
- 2020: Galantis e Dolly Parton feat. Mr. Probz – Faith (MOTi & Terry McLove Remix)
- 2020: Krewella feat. Nucleya – Good on You (MOTi Remix)
- 2020: Alva Garcia – Your Mistakes (MOTi Remix)
- 2020: Fuse ODG feat. Danny Ocean – Lazy Day (MOTi Remix)
- 2020: Stadiumx e Sebastian Wibe feat. Mingue – We Are Life (MOTi Remix)
- 2020: K-391, Alan Walker & Ahrix – End of Time (MOTi Remix)
- 2020: Sam Feldt e i Vize feat. Leony – Far Away from Home (MOTi Remix)
- 2020: Ava Max -  Kings & Queens (MOTi Remix)
- 2020: Lost Frequencies, Zonderling & Kelvin Jones – Love to Go (MOTi Remix)
- 2020: Nicky Romero & Deniz Koyu feat. Alexander Tidebrink – Destiny (MOTi Remix)
- 2020: Kristen Hanby – Up and Down (MOTi Remix)
- 2021: Armin van Buuren & Brennan Heart ft. Andreas Moe - All On Me (MOTi Remix)
- 2021: Dark Heart – Don't Speak (MOTi Remix)
- 2021: Maisie Peters ft. JP Saxe - Maybe Don't (MOTi Remix)